# Töftö
Töftö är en ö i Åland (Finland). Den ligger i Skärgårdshavet och i kommunen Vårdö i landskapet Åland, i den sydvästra delen av landet. Ön ligger omkring 24 kilometer nordöst om Mariehamn och omkring 260 kilometer väster om Helsingfors.
Öns area är 7,58 kvadratkilometer och dess största längd är 6,6 kilometer i sydväst-nordöstlig riktning. Den är alltså långsträckt där den södra delen består av Mickelsö, som sammanbinds med huvudön genom Horsholm. Töftö har fast vägförbindelse med Vårdö i nordöst och har färjeförbindelse över det 400 meter breda Prästö sundet till Prästö i väster.